# Порівняльна професійна педагогіка
«Порівняльна професійна педагогіка» (англ. Comparative Professional Pedagogy) — український науковий журнал. 

## Історія та зміст
Заснований у 2011 році Інститутом педагогічної освіти і освіти дорослих НАПНУ та Хмельницьким університетом (видавець). 
Друкують двічі на рік тиражем 100 примірників. Матеріали публікують українською та англійською мовами. 
Основна тематика: теоретико-методологічні засади педагогічної компаративістики, сучасні стратегії та тенденції розвитку освіти у світовому просторі, розвиток освітніх систем у зарубіжному досвіді, порівняльний аналіз освітнього процесу у вітчизняних і зарубіжних закладах освіти, теорія та практика організації навчально-пізнавальної, дослідницької і самостійної роботи у зарубіжній педагогіці, методичні аспекти іншомовної підготовки у системі освіти провідних країн світу тощо. 
Головний редактор з 2011 року — Н. Бідюк.